# Gladys Wamuyu
Gladys Wamuyu Wachiuri (* 23. Dezember 1972) ist eine ehemalige kenianische Mittelstreckenläuferin, die sich auf den 800-Meter-Lauf spezialisiert hat. Sie gewann drei Medaillen bei Afrikameisterschaften sowie jeweils eine Bronzemedaille bei Commonwealth Games und bei Afrikaspielen.

## Sportliche Laufbahn
Erste internationale Erfahrungen sammelte Gladys Wamuyu vermutlich im Jahr 1991, als sie bei den Afrikaspielen in Kairo in 2:07,14 min die Bronzemedaille über 800 Meter hinter Maria de Lurdes Mutola aus Mosambik und der Äthiopierin Zewde Hailemariam gewann. Im Jahr darauf nahm sie an den Olympischen Sommerspielen in Barcelona teil und schied dort mit 2:03,01 min in der ersten Runde aus. 1993 gewann sie bei den Afrikameisterschaften in Durban in 2:01,24 min die Silbermedaille hinter der Mosambikanerin Maria de Lurdes Mutola und anschließend schied sie bei den Weltmeisterschaften in Stuttgart mit 2:02,13 min im Halbfinale aus. Im Jahr darauf gewann sie bei den Commonwealth Games in Victoria in 2:03,12 min die Bronzemedaille hinter der Jamaikanerin Inez Turner und Charmaine Crooks aus Kanada. 1998 belegte sie bei den Commonwealth Games in Kuala Lumpur in 2:02,74 min den achten Platz über 800 Meter und 2000 gewann sie bei den Afrikameisterschaften in Algier in 2:00,32 min die Bronzemedaille über 800 Meter hinter der Marokkanerin Hasna Benhassi und Nouria Mérah-Benida aus Algerien und sicherte sich zudem in 4:16,56 min die Silbermedaille im 1500-Meter-Lauf hinter der Algerierin Mérah-Benida. Daraufhin beendete sie ihre aktive sportliche Karriere im Alter von 28 Jahren.
In den Jahren 1998 und 1999 wurde Wamuyu kenianische Meisterin im 800-Meter-Lauf.

## Persönliche Bestzeiten
- 800 Meter: 2:00,32 min, 14. Juli 2000 in Algier
- 1500 Meter: 4:11,94 min, 11. Februar 2000 in Brisbane